# Allocinopus belli
Allocinopus belli – gatunek chrząszcza z rodziny biegaczowatych i podrodziny Harpalinae.

## Taksonomia
Gatunek opisali w 2005 roku André Larochelle oraz Marie-Claude Larvière. Holotypem jest samiec, a paratypami 1 samiec i 4 samice. Nazwa została nadana na cześć Rossa T. Bella.

## Opis
Ciało długości od 7,5 do 8 mm, umiarkowanie wypukłe, ciemnobrązowawe z głową ciemniejszą, czułkami i odnóżami bez ud ciemnorudymi, wierzchołkową połową goleni jasnożółtawo-brązową, bokami przedplecza i wierzchołkową połową pokryw rudobrązowymi, ogólnie gładkie i bezwłose. Mikrorzeźba umiarkowanie silna: głowy izodiametryczna, przedplecza umiarkowanie poprzeczna, pokryw silnie poprzeczna z mikroliniami. Głowa na wysokości oczu węższa od szerokości wierzchołka przedplecza, z przodu płaska, a z tyłu nieco wypukła. Głaszczki wierzchołkowo nieścięte, rzadko i umiarkowanie długo owłosione. Przedostatni człon głaszczków wargowych o 2-3 długich i 4 krótkich szczecinkach na przednim brzegu. Przedplecze silnie poprzeczne, najszersze przed środkiem, o nieco zafalowanych bokach słabo zbiegających się ku prostej, nieco węższej niż pokrywy nasadzie. Wierzchołek przedplecza wklęśnięty, a boczne zagłębienia rozszerzone ku tyłowi. Przednie kąty ostre, a tylne prawie wielokątne. Dołki przypodstawowe głębokie i wąskie. Przednio-boczne uszczecinione punkty niestykające się z obrzeżeniem bocznym. Punktowanie przedplecza słabo rozwinięte. Episternity zatułowia tak szerokie jak długie. Pokrywy najszersze około połowy długości, o ramionach kanciatych i bez ząbka, przedwierzchołkowym zafalowaniu słabym, rządkach przytarczkowych obecnych lub nieobecnych, międzyrzędach niepunktowanych i płaskich, a międzyrzędzie 3 pozbawionym uszczecinionych punktów za połową długości. Edeagus w widoku bocznym silnie łukowaty, o wierzchołku wąsko-zaokrąglonym i nieco grzbietowo odgiętym, a w widoku grzbietowym asymetryczny o ostium odgiętym w prawo, z dyskiem wierzchołkowym wąsko-szpatułkowatym, a wewnętrznej torebce uzbrojonej.

## Biologia i ekologia
Zamieszkuje nadbrzeżne rejony nizinne. Występuje w wilgotnych lasach, wzdłuż strumieni. Żyje w ściółce. Prowadzi nocny tryb życia. Za dnia kryje się pod kamieniami. Aktywny od października do marca i od czerwca do sierpnia.

## Występowanie
Gatunek ten jest endemitem Nowej Zelandii. Znany wyłącznie z Wyspy Północnej.